# Сонсебо-Сонбеваль
Сонсебо-Сонбеваль (фр. Sonceboz-Sombeval) — громада  в Швейцарії в кантоні Берн, адміністративний округ Бернська Юра.

## Географія
Громада розташована на відстані близько 35 км на північний захід від Берна.
Сонсебо-Сонбеваль має площу 15 км², з яких на 7,5% дозволяється будівництво (житлове та будівництво доріг), 33,3% використовуються в сільськогосподарських цілях, 58,5% зайнято лісами, 0,7% не є продуктивними (річки, льодовики або гори).

## Демографія
2019 року в громаді мешкало 1952 особи (+9,7% порівняно з 2010 роком), іноземців було 18,2%. Густота населення становила 130 осіб/км².
За віковим діапазоном населення розподілялося таким чином: 24,2% — особи молодші 20 років, 59,2% — особи у віці 20—64 років, 16,6% — особи у віці 65 років та старші. Було 794 помешкань (у середньому 2,4 особи в помешканні).
Із загальної кількості 1672 працюючих 39 було зайнятих в первинному секторі, 1103 — в обробній промисловості, 530 — в галузі послуг.